# إدوين هايد
إدوين هايد (بالإنجليزية: Edwin Hyde)‏ هو سياسي أمريكي، ولد في 8 يونيو 1828، وتوفي في 1909. حزبياً، نشط في الحزب الجمهوري. وقد انتخب عضو جمعية ولاية ويسكونسن وانتخب عضو مجلس ولاية ويسكونسن.